# Арничес-и-Баррера, Карлос
Карлос Арничес-и-Баррера (исп. Carlos Arniches y Barrera; 11 октября 1866, Аликанте, Валенсия — 16 апреля 1943, Мадрид, Испания) — испанский писатель

, либреттист

 и драматург, культивировавший на испанской сцене «хенеро чико» («малый жанр»), сарсуэлу и гротеск.

## Биография
Вырос в Аликанте, где посещал школу. В возрасте 14 лет покинул дом своих родителей и переехал в Барселону, работал на разных работах, в банке, затем на фабрике швейных машин. В 1885 году его богатая родственница пригласила его переехать в Мадрид; затем она некоторое время оказывала ему финансовую поддержку. Финансовые трудности заставили Карлоса вернуться в Барселону, где он помещал небольшие статьи и рассказы для ежедневной газеты La Vanguardia.
Начав карьеру в качестве журналиста, К. Арничес-и-Баррера в 1888 году обратился к драматургии, опубликовав свою первую пьесу «Casa editorial».
В 1898 году написал два сайнета — «Именины Исидры» и «Праздник святого Антония» (поставленных в том же году в театре «Аполо»). В дальнейшем К. Арничес-и-Баррера создал около 300 произведений для театра, большинство которых было поставлено в театрах Мадрида.
К. Арничес-и-Баррере принадлежат либретто многих сарсуэл, написанных в соавторстве с другими драматургами. Наибольшей популярностью пользовалась сарсуэла «Охапка роз» (муз. Р. Чапи; 1902, «Аполо»), ставившаяся в театрах Испании и Латинской Америки.
В своих пьесах Арничес-и-Баррера дал яркие зарисовки жизни окраин Мадрида, использовал живой и образный народный мадридский говор. С большой теплотой описывал жизнь бедняков, их мужество и бескорыстие в комедии «Маленькие люди» (муз. X. Феррано; 1913, т-р «Комико»). Характерными чертами произведений драматурга являются демократическая направленность, контрасты комического и драматического, введение шуток, каламбуров в диалоги.
В 1935 году о его работах похвально отозвался Федерико Гарсия Лорка.
После окончания гражданской войны в Испании социальные драмы К. Арничес-и-Барреры были разрешены к показу новым правительством.

## Избранные произведения
- «El Santo de la Isidra» (1898);
- «Арбузы и дыни» (1900);
- «El pobre Valbuena» (1904);
- «El amigo Melquiades» (1914);
- «Друг Мелькиад, или Что имеем — не храним, потерявши — плачем» (1914);
- «Ла сеньорита де Тревелес» (фарс, 1916);
- «Сливки квартала» (1919);
- «Это мой муж» (комедия, 1921);
- «Don Quintin el amargao» (1924);
- «Только для тебя весь мир!» (фарс, 1929);
- «Трагедия простофили» (1935);
- «Así se quiere en Jalisco» (1942);
- «La hija del engano» (1951).